# Бидерман, Вадим Львович
Наум (Вадим) Львович Бидерман (09.04.1917, Юрьев-Польский Владимирской губернии — 10.12.1993, Москва) — российский учёный, специалист в области механики деформируемого тела, лауреат Ленинской премии.

## Биография
Из семьи служащих. В 1936—1940 учился в Московском механико-машиностроительном институте им. Баумана, который окончил с отличием и был оставлен на кафедре сопротивления материалов.
Во время войны работал инженером-конструктором и расчётчиком на Прожекторном заводе.
С 1943 г. учился в аспирантуре МВТУ, с 1944 вёл преподавательскую работу. В 1946 году защитил кандидатскую диссертацию на тему «Расчёт тонкостенных цилиндров, подверженных воздействию осесимметричной нагрузки».
В 1948 году в результате борьбы с космополитизмом уволен из МВТУ. Был принят в НИИ шинной промышленности. Продолжил работу там и после восстановления в МВТУ.
Создал теорию сетчатых оболочек, разработал методы расчета резинокордных упругих элементов и пневматических шин.
Доктор технических наук (1959).
С 1987 профессор кафедры теоретической механики МВТУ.
Ленинская премия (1960) — за научный 3-томный труд «Расчёты на прочность в машиностроении» (1956—1959).
Жена — Башнина Екатерина Николаевна, доцент МВТУ. Дочери:
- Татьяна Бидерман — доцент МВТУ
- Ирина Демьянушко — доктор технических наук, заслуженный деятель науки и техники РФ.